# Mosselplaat
El Mosselplaat (Banc dels Musclos) és una illa deshabitada d'una superfície de 7 hectàrees que se situa al Veerse Meer, a la província de Zelanda, als Països Baixos. Després de la creació del Veerse Meer el 1961, hi van posar un bosc. També hi ha una zona de prat. L'illa està en mans de l'associació Natuurmonumenten. Disposa d'un moll, on els turistes poden amarrar per visitar l'illa.